# Кайман чорний
Кайман чорний (Melanosuchus niger) — вид крокодилів родини алігаторових (Alligatoridae). Єдиний представник роду Melanosuchus, поширений у тропіках Південної Америки.

## Етимологія
Рід був названий на честь грецького melas, melanos «чорний» + soukhos, назва крокодила в одному з районів Єгипту.
Видова назва походить від латинського niger, nigra, nigrum – «чорний».

## Опис
Великий алігатор, до 6 м завдовжки. Найбільший представник серед крокодилів Нового Світу. Хвіст відносно короткий. Голова велика. Морда подовжена, витягнута, загострена. Очі великі. Над очима є кістковий гребінь. 
Тіло вкрите великою лускою та щитками. Два серединних поздовжніх ряди спинних щитків утворюють широкий поздовжній гребінь.
Забарвлення чорного кольору, яке слугує як для маскування, так й для поглинання тепла. На боках голови на щелепах присутні 3 світлі або темні смуги. Молоді особини мають жовті плями і поперечні смуги.

## Поширення
Ареал охоплює тропіки Південної Америки, зокрема країни в басейні річки Амазонка (Бразилія, Перу, Еквадор, Болівія, Венесуела, Колумбія Гвіана, Гаяна).

## Особливості біології
Населяє нешвидкі, переважно великі річки, стоячі водойми, лагуни, заболочені місцевості, затоплені ліси й трав'янисті долини. 
Сезон розмноження триває з вересня до січня. Самиця будує кубло з рослинних залишків, куди відкладає 30—68 яєць (в середньому близько 40). Розмір яєць 50—57 × 83—90 мм. Весь час самиця охороняє кладку. Через 6 тижнів, у тінистих місцях пізніше, з'являються молоді каймани. Їх вилуплювання продовжується з листопада по березень.
Живиться рибою, зокрема піраньями, сомами, водяними птахами, черепахами, тапірами, капібарами, оленями, а іноді навіть анакондами. Цей крокодил рве здобич та ковтає великими шматками або в цілому після утоплення. Молоді каймани живляться ракоподібними та комахами.

## Охорона
Внаслідок хижацького винищення рептилії заради цінної шкіри стан більшості природних популяцій виду в межах ареалу залишається неблагополучним. У ряді районів вид вважається зниклим. Адже за оцінками вчених сучасна чисельність каймана чорного в природних умовах становить не більше 1 % від чисельності в ХІХ сторіччі. Особливо рідко трапляються великі особини. Саме тому він, згідно Червоного списку МСОП, тимчасово отримав охоронний статус «відносно благополучний вид», який залежить від заходів охорони. Крім того, вид занесений до Додатку I Вашингтонської конвенції (CITES) (за винятком населення Бразилії та Еквадору, яке включено в Додаток II).
Вид охороняється в ряді країн, які знаходяться в межах ареалу. Відносно благополучні популяції існують у кількох національних парках Бразилії і Перу. З метою відновлення популяції рептилію успішно розводять у ряді зоопарків США: Оклахома-Сіті, Майямі, Нью-Йорку.

## Практичне значення
Шкіра каймана чорного добре піддається виробленню й високо ціниться на міжнародному ринку, що стало основною причиною різкого зниження чисельності рептилії. Крім того, м'ясо молодих крокодилів вважається смачним і вживається в їжу місцевими жителями.
Як і більшість великих крокодилів кайман чорний у природних умовах може становити небезпеку для людини.